# Museo etnografico e dello strumento musicale a fiato
Il Museo etnografico e dello strumento musicale a fiato è un museo situato a Quarna Sotto, provincia del Verbano-Cusio-Ossola.
La raccolta di oggetti dell'artigianato locale iniziò negli anni Sessanta a cura di alcuni appassionati locali. La prima esposizione permanente degli oggetti raccolti è del 1972, nel 1975 venne trasferita in due locali di proprietà del comune.
La nuova sede venne inaugurata nel luglio del 1989.
Al piano inferiore del museo si trova la parte etnografica con la ricostruzione di alcuni ambienti delle abitazioni locali e una bottega del calzolaio.
Il piano superiore del museo ospita la collezione di strumenti musicali a fiato in legno e in metallo prodotti a Quarna ed esportati in tutto il mondo. Oltre alla descrizione di tutti i passaggi necessari per la produzione di uno strumento finito sono esposti anche strumenti rari come i sarrusofoni e i saxorusofoni, e strumenti fabbricati su commissione.
La tradizione artigiana della produzione di strumenti musicali a Quarna nasce nella prima metà del XIX secolo. 
All'inizio del XIX secolo due quarnesi, Egidio Forni e Francesco Bonaventura Rampone, emigrarono a Milano dove appresero il mestiere di tornitore di strumenti musicali in legno, nel 1847 rilevarono l'attività dell'artigiano presso cui erano impiegati. Alla morte di Forni all'attività rimase il nome Rampone. Sotto la guida del nipote Agostino, affermato flautista alla Scala, l'azienda ottenne notorietà, la produzione venne trasferita a Quarna Sotto e dislocata presso le famiglie locali che per l'attivazione delle macchine necessarie per produrre gli strumenti potevano avvalersi dell'energia prodotta dai numerosi corsi d'acqua presenti nell'area. L'azienda, tuttora esiste con il nome Rampone & Cazzani.
Tra i primi sassofoni italiani si contano quelli prodotti a Quarna Sotto, nel museo sono esposti alcuni di questi primi modelli con corpo in legno.
Fa parte del patrimonio museale anche un antico mulino ad acqua ristrutturato nel 1990 e ancora funzionante situato poco lontano dalla sede del museo.